# Cerro Abanico
Cerro Abanico es un paraje del Departamento Veinticinco de Mayo, en la provincia de Río Negro, Argentina. El origen de esta localidad está dado por la estación de ferrocarril del mismo nombre. Está ubicada en la posición geográfica 40°59′09″S 68°17′02″O / -40.98583, -68.28389.

## Toponimia
El nombre de esta localidad tiene su origen en un accidente geográfico que presenta una forma de abanico, de semicírculo, que se encuentra en las cercanías frente a la sierra de Anecón Grande.